# Marjorie Senechal
Marjorie Lee Senechal (geb. Wikler; * 18. Juli 1939 in St. Louis, Missouri) ist eine US-amerikanische Mathematikerin, die sich mit Mustern in der Geometrie beschäftigt (Kristalle, Pflasterungen).

## Leben
Senechal ist die Tochter des Psychiaters Abraham Wikler (1910–1981). Sie wurde 1965 bei Abe Sklar am Illinois Institute of Technology promoviert (Approximate Functional Equations and Probabilistic Inner Product Spaces). Sie war Louise Wolff Kahn Professorin am Smith College, wo sie inzwischen emeritiert ist. Am Smith College war sie Gründungsdirektorin des Louise W. and Edmund J. Kahn Liberal Arts Institute. Sie war unter anderem Gastwissenschaftlerin am Institut des Hautes Études Scientifiques (IHES). 2012 wurde sie Fellow der American Mathematical Society.
Neben diskreter Geometrie und mathematischer Kristallographie (zum Beispiel Quasikristallen) befasst sie sich auch mit Wissenschaftsgeschichte, zum Beispiel der Geschichte der Seidenindustrie. Als ihren eigentlichen Lehrer betrachtet sie Boris Nikolajewitsch Delone (obwohl sie ihn nie traf).
Sie ist Mitherausgeberin des The Mathematical Intelligencer. Sie schrieb auch ein Buch über Albanien.

## Schriften
- als Herausgeberin und Mitautorin mit George Fleck: Patterns of Symmetry. University of Massachusetts Press, Amherst MA 1977, ISBN 0-87023-232-0 (auch ins Russische übersetzt: Узоры Симметрии. Мир, Москва 1980).
  - S. 91–95: Symmetry: The Perception of Order.
  - S. 123–141: The Theory of Patterns.
- als Herausgeberin: Structure of Matter and Patterns in Science. Inspired by the work and life of Dorothy Wrinch, 1894–1976.[5] The Proceedings of a symposium held at Smith College, Northampton, Mass. September 28/30, 1977 and selected papers of Dorothy Wrinch, from the Sophia Smith Collection. Schenkman Publishing Co., Cambridge MA 1980, ISBN 0-87073-908-5.
- als Herausgeberin und Mitautorin mit George Fleck: Shaping space. A polyhedral approach. Birkhäuser, Boston MA u. a. 1988, ISBN 0-8176-3351-0.
  - S. 3–43: A Visit to the Polyhedron Kingdom.
  - S. 191–197: Introduction to Polyhedron Theory.
  - S. 263–265: mit George Fleck: Polyhedra in the Curriculum?
- Crystalline Symmetries. An informal mathematical introduction. Alan Hilger, Bristol u. a. 1990, ISBN 0-7503-0041-8.
- Shape. In: Lynn Arthur Steen (Hrsg.): On the Shoulders of Giants. New Approaches to Numeracy. National Academy Press, Washington DC 1990, ISBN 0-309-04234-8, S. 139–181, (Online).
- Introduction to lattice geometry. In: Michel Waldschmidt, Pierre Moussa, Jean-Marc Luck, Claude Itzykson (Hrsg.): Number Theory and Physics. (Lectures given at the Meeting „Number Theory and Physics“, held at the „Centre de Physique“, Les Houches, France, March 7–16, 1989). Springer, Berlin u. a. 1992, ISBN 3-540-53342-7, S. 476–495.
- als Herausgeberin: The cultures of Science. Nova Science Publishers, Commack NY 1994, ISBN 1-56072-185-5.
- Quasicrystals and Geometry. Cambridge University Press, Cambridge u. a. 1995, ISBN 0-521-37259-3.
- mit Stan Sherer (Fotos): Long Life to your Children! A Portrait of High Albania. University of Massachusetts Press, Amherst MA 1997, ISBN 1-55849-096-5.
- mit Peter Engel, Louis Michel Lattice Geometry. Institut des Hautes Études Scientifiques, Bures-sur-Yvette 2004, (PDF-Datei).
- mit Jacqueline Field und Madelyn Shaw: American Silk 1830–1930. Entrepreneurs and Artifacts (= Costume Society of America Series.). Texas Tech University Press, Lubbock TX 2007, ISBN 978-0-89672-589-8.
- I Died for Beauty. Dorothy Wrinch and the Cultures of Science. Oxford University Press, New York NY u. a. 2013, ISBN 978-0-19-973259-3.